# Erazm Działyński
Erazm Działyński herbu Ogończyk (zm. w listopadzie 1572 roku) – kanonik warmińskiej kapituły katedralnej w 1565 roku, sekretarz królewski, członek delegacji polskiej na sobór trydencki.
Syn wojewody chełmińskiego Jana i Elżbiety Wilkanowskiej, brat Mikołaja.
Przebywał na dworze kard. Hozjusza w Trydencie. W 1564 r. wraz z bratem Michałem wyjechał na studia do Rzymu w Collegium Germanicum. Współpracował przy wydaniu Confessio fide catholicae Christiana. W 1566 wyjechał do Padwy, w 1567 roku do Paryża. Od 1569 kontynuował studia w Rzymie. W 1571 wrócił do Prus Królewskich.